# مينورو توميتا
مينورو توميتا (باليابانية: 冨田稔) هو رياضياتي ياباني، ولد في 6 فبراير 1924 في اليابان، وتوفي في 9 أكتوبر 2015.